# Bruder Klaus (Basel)

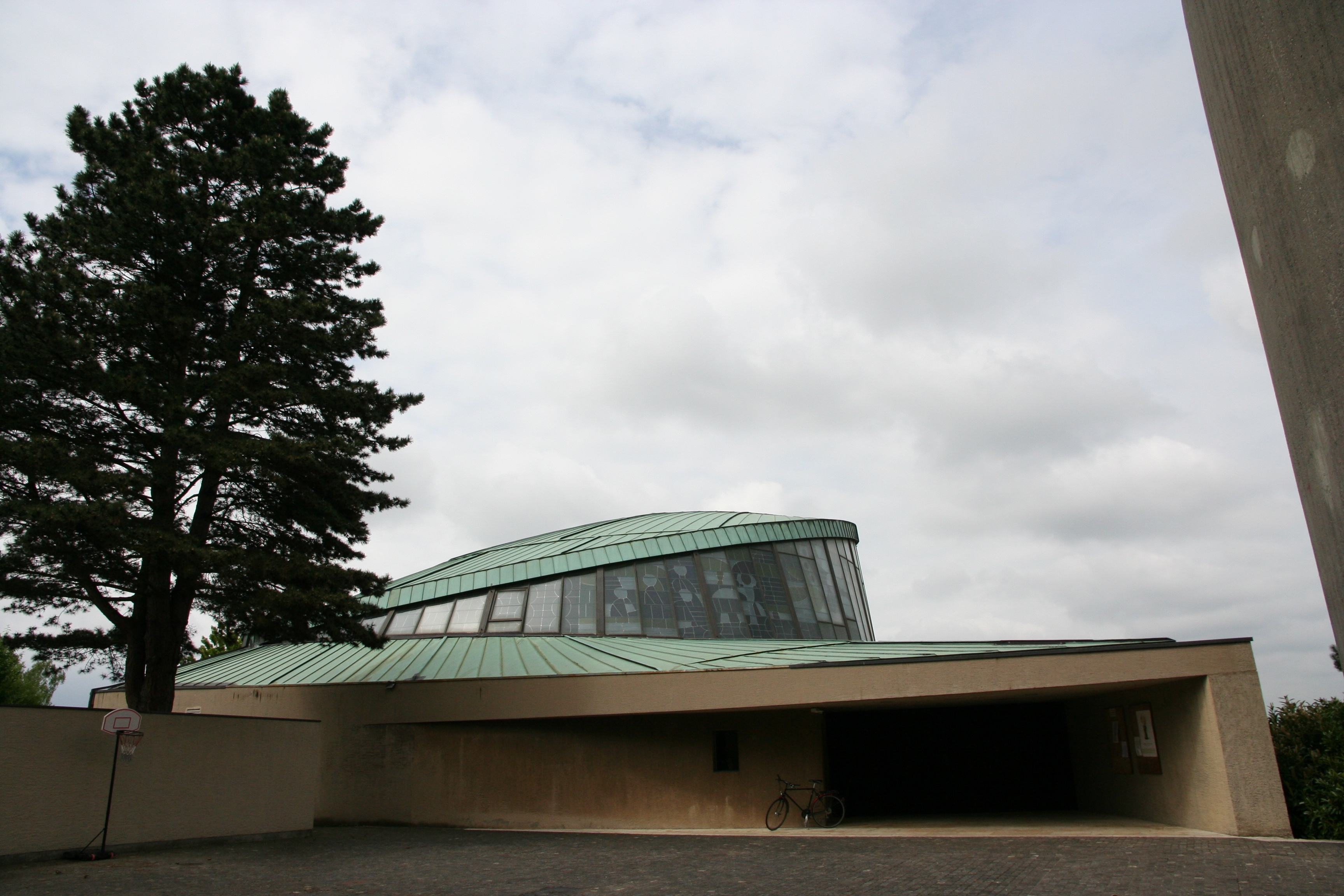
Bruder-Klaus-Kirche

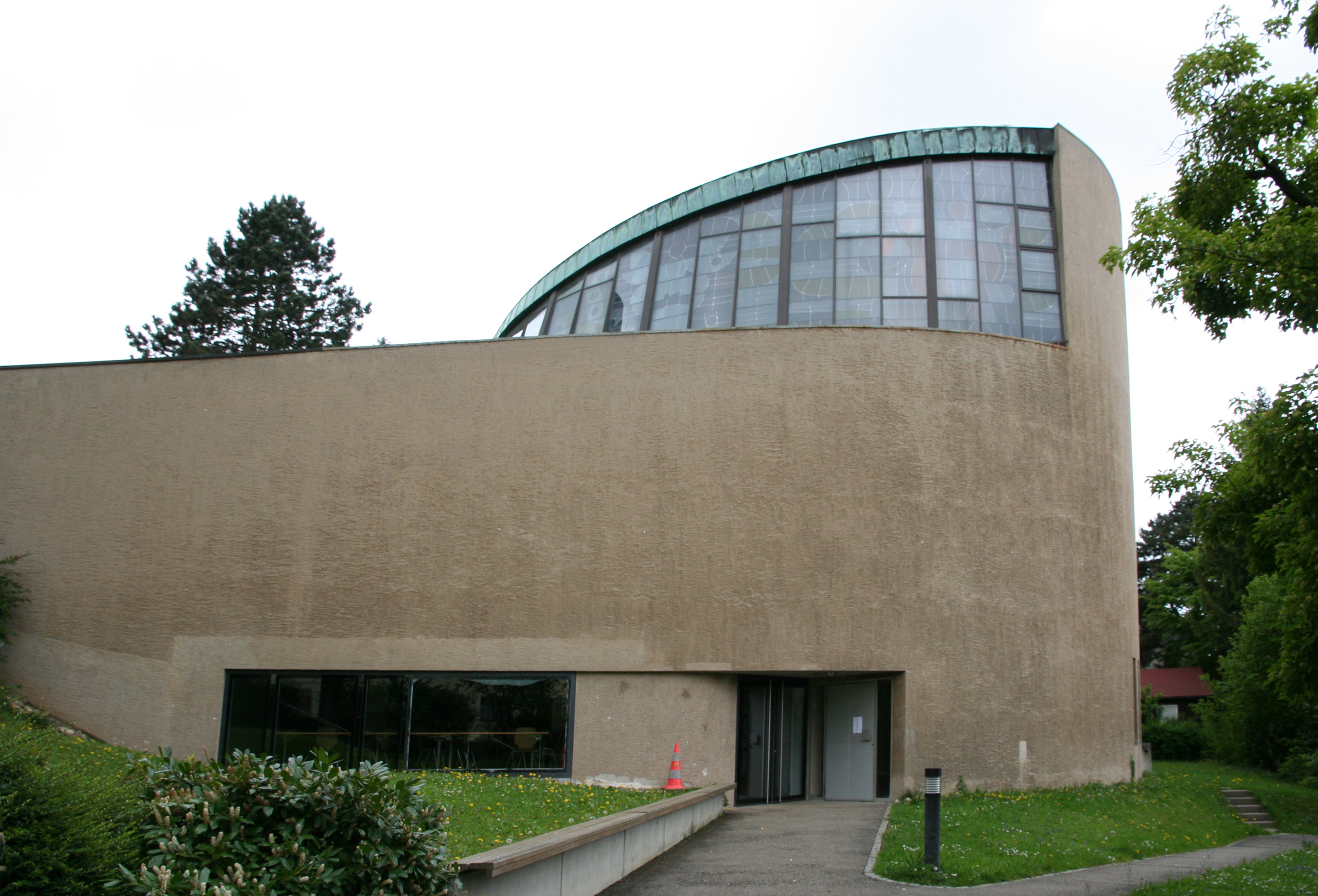
Ansicht von Osten

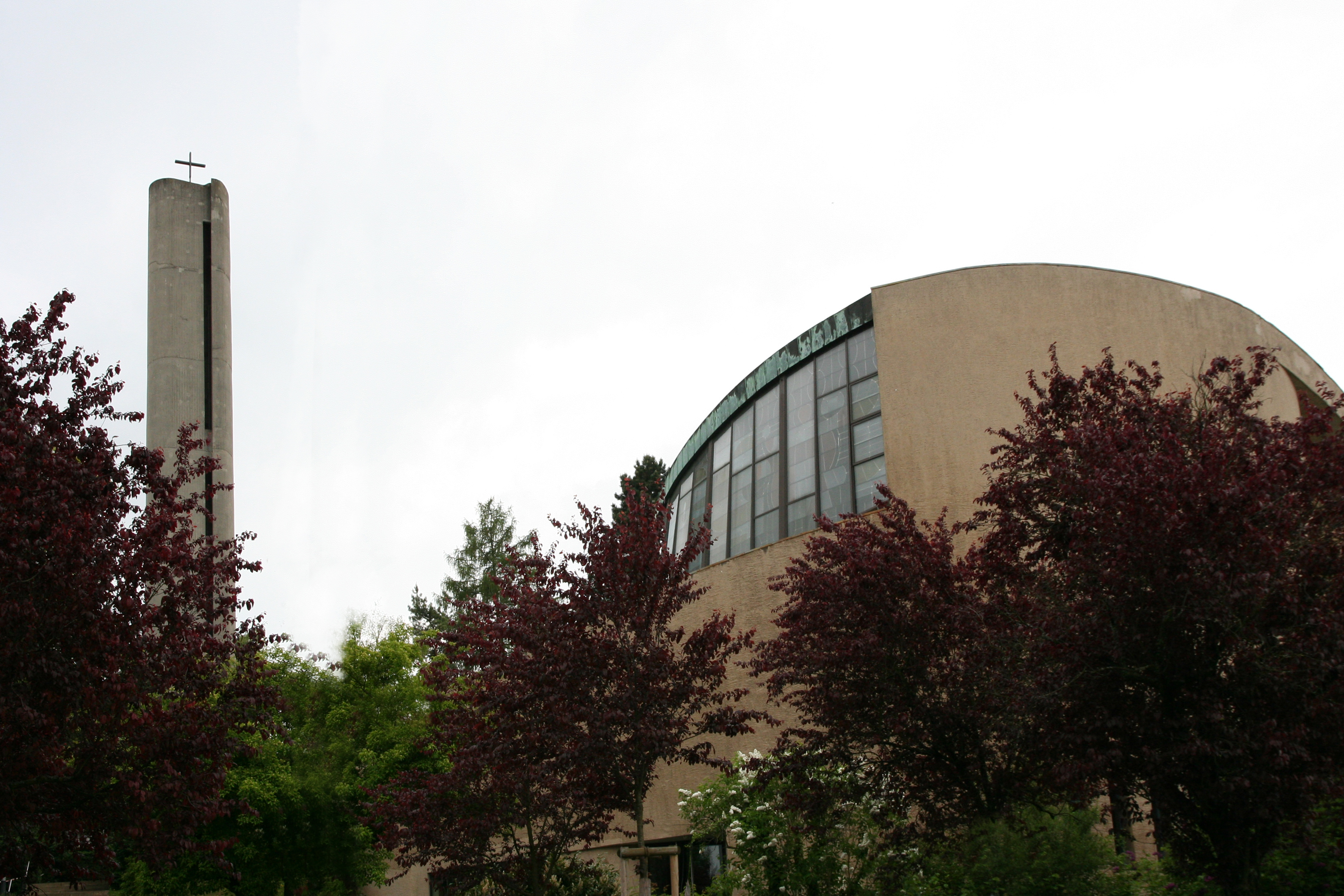
Ansicht von der Bruderholzallee

Die Kirche Bruder Klaus ist eine römisch-katholische Kirche in Basel. Sie befindet sich im südlichsten Quartier der Stadt Basel, dem Bruderholz.

## Geschichte

### Vorgeschichte und Namensgebung
Der Name Bruderholz leitet sich von den Waldbrüdern (Einsiedlern) ab, welche im Mittelalter in kleinen Gehölzstreifen und Wäldchen an den Steilhängen des Bruderholzes hausten. Der Legende nach soll ein Barfüssermönch seinen Orden verlassen haben und in die Wälder ausserhalb der Stadt gezogen sein. Dort habe er von da an alleine gelebt. Man vermutet, dass der Name Bruderholz auch von dieser Legende her stammen könnte. Der Name Bruderholz ist seit dem 13. Jahrhundert verbürgt. Ab dem Beginn des 20. Jahrhunderts wurde das Bruderholz zu einem ruhigen Quartier Basels ausgebaut. Mit dem Zuzug von katholischen Bewohnern wurde der Bau einer katholischen Kirche nötig.
Die Namensgebung erklärt sich mit der Verehrung des Niklaus von Flüe in den Jahren vor und nach dem Zweiten Weltkrieg. Der 1947 von Papst Pius XII. heiliggesprochene Schweizer Friedensstifter diente besonders in katholischen Kreisen als Vorbild für Politiker, aber auch allgemein für die Haltung der Schweiz. Bruder-Klaus-Kirchen gibt es etliche, besonders in der Schweiz. Darunter findet sich auch die weltweit erste Pfarrkirche, welche dem Hl. Bruder Klaus gebaut worden war, nämlich die von Anton Higi, dem Vater des Architekten der Kirche Bruder Klaus Basel, errichtete Kirche Bruder Klaus (Zürich-Unterstrass).

### Entstehungs-, Bau- und Nutzungsgeschichte
Im Jahr 1949 erwarb die römisch-katholische Kirchgemeinde Basel als Bauherrin das Areal für den Bau der heutigen Kirche Bruder Klaus. 1957 wurde in einem Wettbewerb unter katholischen Architekten, die Basler Bürger sind, aus 16 Projekten jenes von Karl Higi, Zürich, gewählt. Ende 1959 begannen die Bauarbeiten, am 30. April 1960 wurde der Grundstein gelegt. Am 20. August 1961 wurden die Glocken durch den Abt von Mariastein, Basilius Niederberger geweiht und anschliessend in den Turm aufgezogen. Am 3. September 1961 weihte der Bischof von Basel, Franziskus von Streng, die Kirche und errichtete die neue Pfarrei Bruder Klaus, die von der Mutterpfarrei Heiliggeist abgetrennt wurde und die 11. Pfarrei der Basler Katholiken war. In den 1990er Jahren wurde die Halle unter der Kirche mit dem Einbau zweier Fensterfronten heller gemacht sowie eine neue Küche und sanitäre Anlagen eingebaut. Diesen Umbau nahmen Vischer Architekten, Basel, vor. Im Jahr 2010 lösten sich die Pfarreien Bruder Klaus und Don Bosco auf und wurden wieder der Mutterpfarrei Heiliggeist angeschlossen. Die vereinigte Pfarrei trägt seitdem den Namen Heiliggeist, Pastoralraum Grossbasel Ost, mit den Quartiergemeinden Heiliggeist, Don Bosco und Bruder Klaus. Seitdem dient die Kirche Bruder Klaus für besondere deutschsprachige Gottesdienste in moderner Form. Die englischsprachige Gemeinde und die spanischsprachige Mission feiern in der Kirche Bruder Klaus jedes Wochenende ihre Gottesdienste.

## Baubeschreibung

### Kirchturm und Äusseres

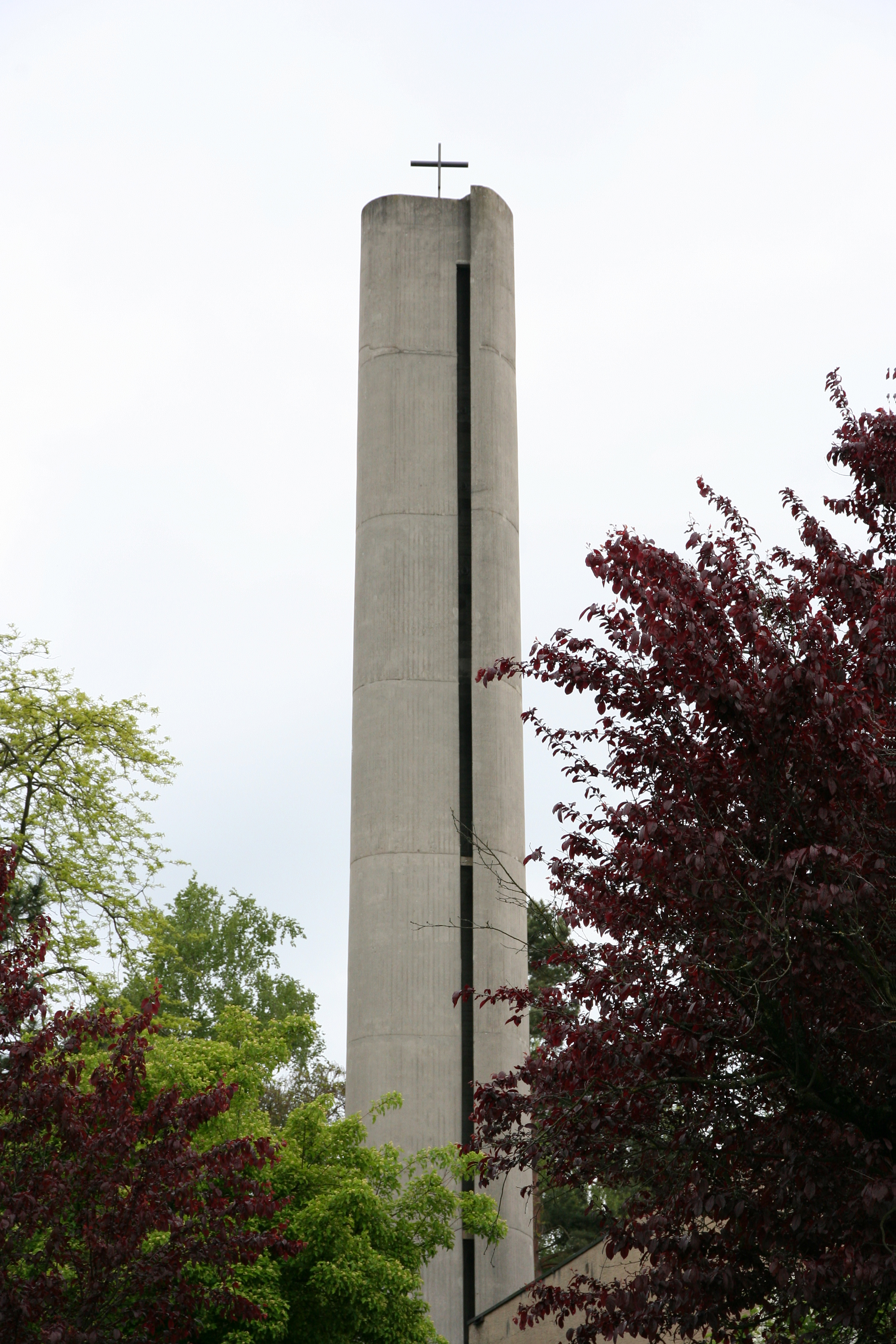
Der 32 Meter hohe Kirchturm

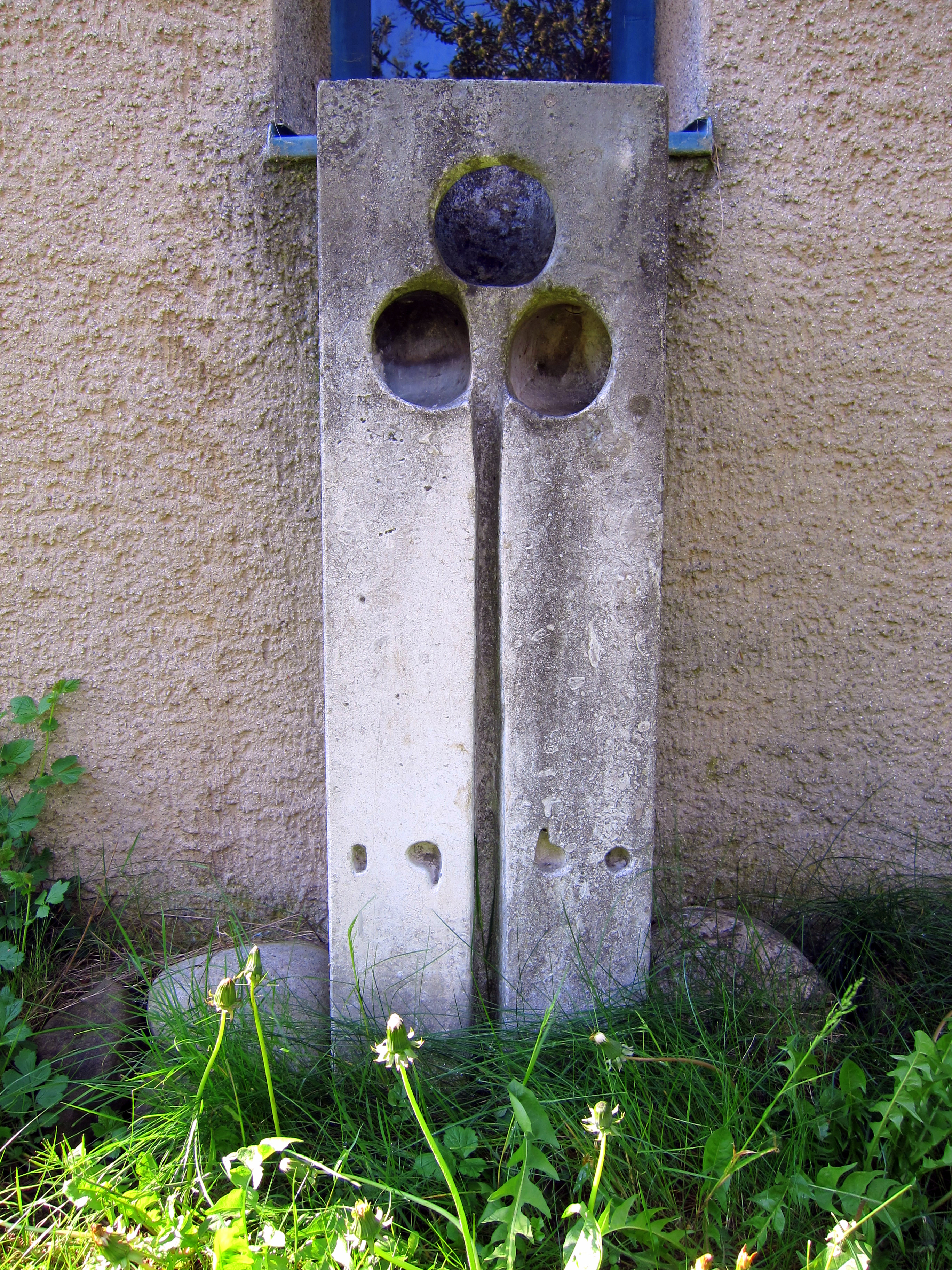
Grundstein von Albert Schilling

Die Kirche steht an der Bruderholzallee 140 auf einem sanft nach Süden ansteigenden Gelände, das einen rechten Winkel bildet. Der frei stehende Glockenturm hat eine Höhe von 32,4 m und wurde in Form einer Betonsäule errichtet. Abgeschlossen wird der Turm durch ein Kreuz. Die Glockenstube birgt ein dreistimmiges Geläute, das mit den Tönen d1-f1-g1 das Te-Deum-Motiv anklingen lässt und ein Gesamtgewicht von 2995 kg aufweist. Gegossen wurden die Glocken von der Firma H. Rüetschi, Aarau. Die Glocken tragen Motive, die von Albert Schilling, Basel entworfen wurden. Zwischen dem Kirchturm, dem Pfarrhaus und der Kirche befindet sich ein Vorplatz aus Kopfsteinpflaster. Die Steinskulptur Fliessende Gnade auf dem Kirchplatz stammt von Albert Schilling ebenso wie der Grundstein, der sich an der Aussenseite des nördlichen Umgangs der Kirche befindet. Der Grundstein trägt die Jahreszahl 1960 sowie ein kleeblattartiges Zeichen, das auf die Trinität verweist. Der Grundriss der Kirche besteht aus halbkreisförmigen Wandelementen. Da der Kreis als Gottessymbol gilt, verweist auch der Grundriss der Kirche wieder auf die Transzendenz. Der Grundriss der Kirche erinnert an die Form eines Herzens. Karl Higi nannte die Kirche vas spirituale – geistliches Gefäss. Das Kupferdach der Kirche hat eine Fläche von 820 m².

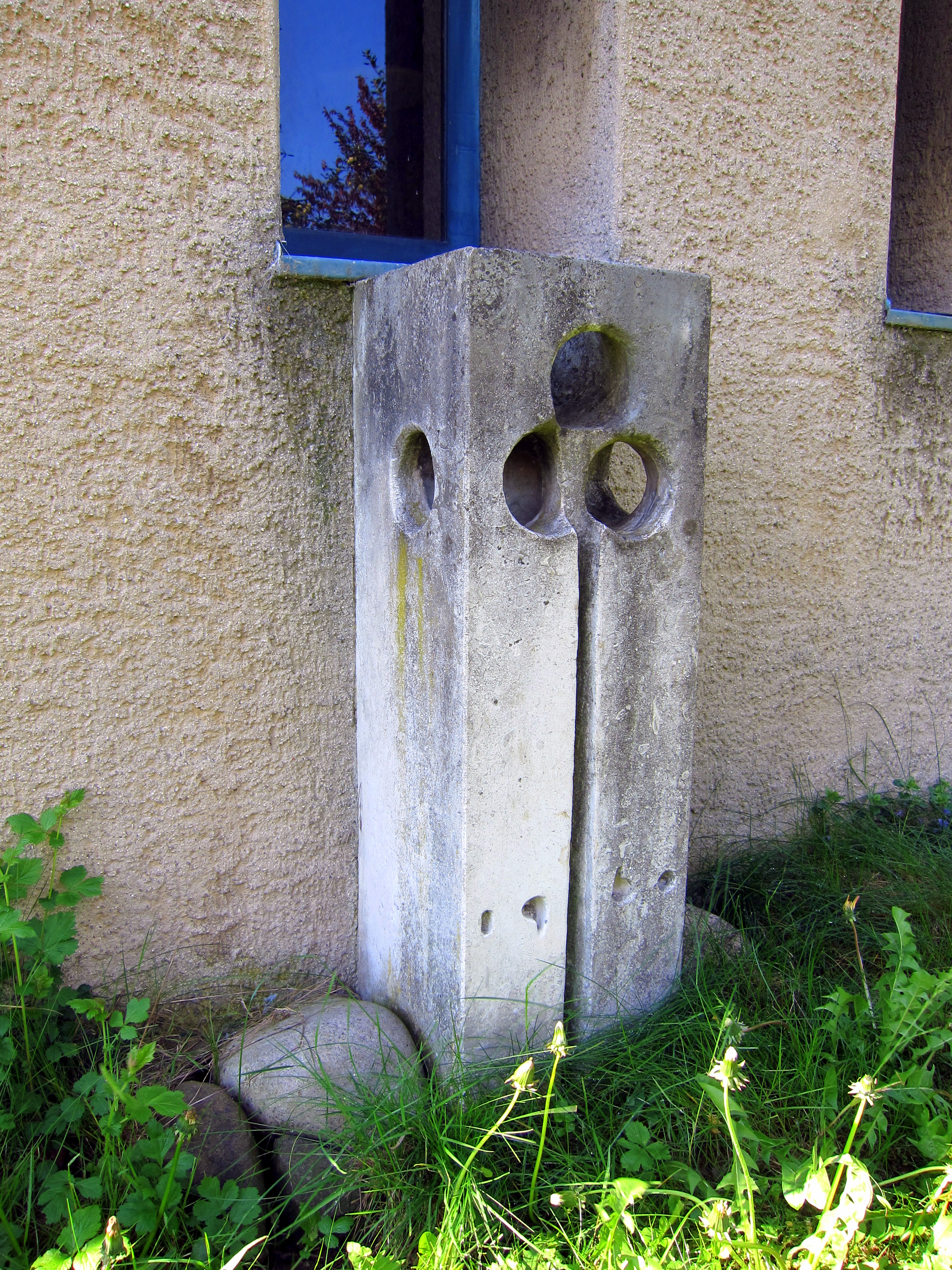
Grundstein, Seitenansicht
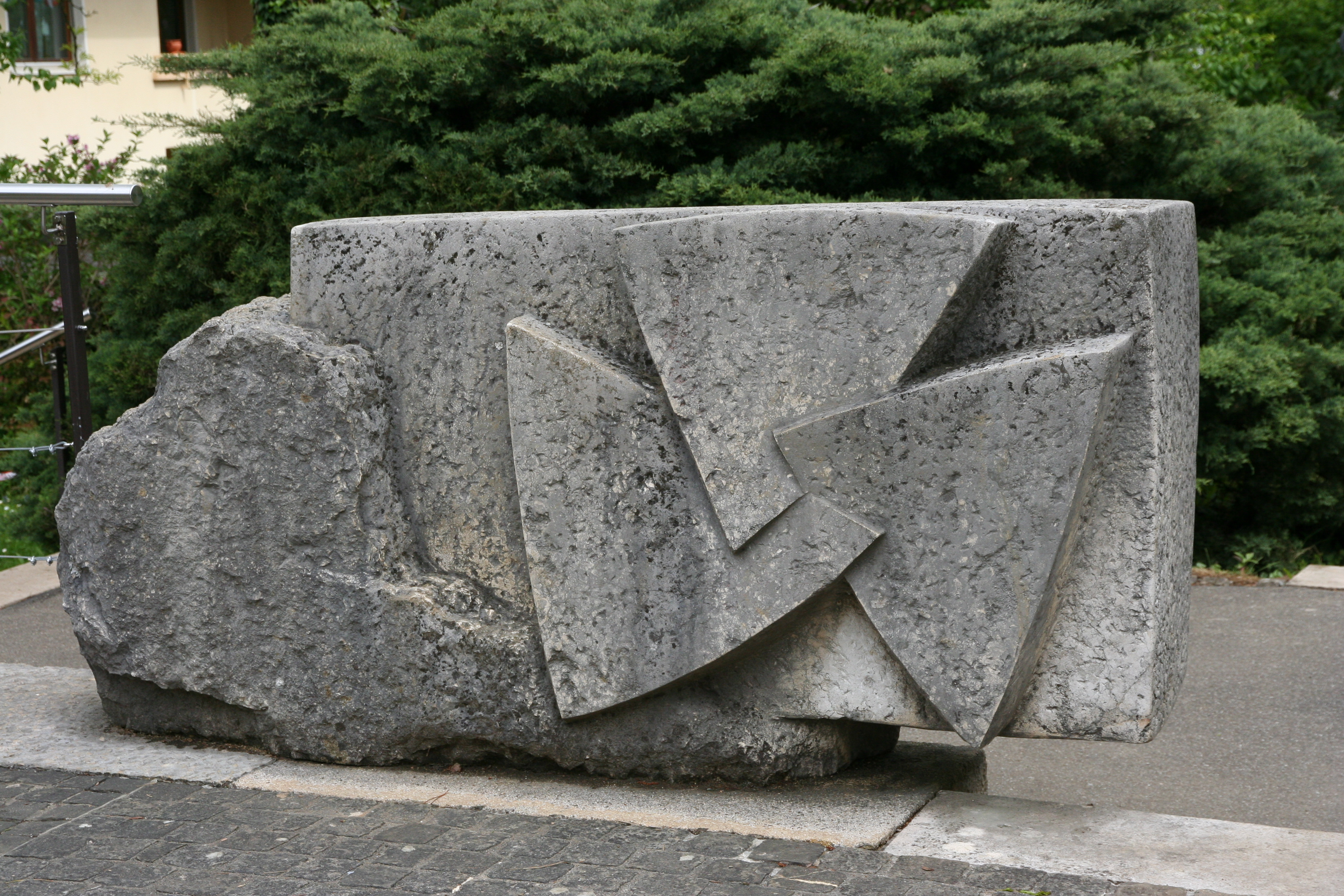
Fliessende Gnade von Albert Schilling
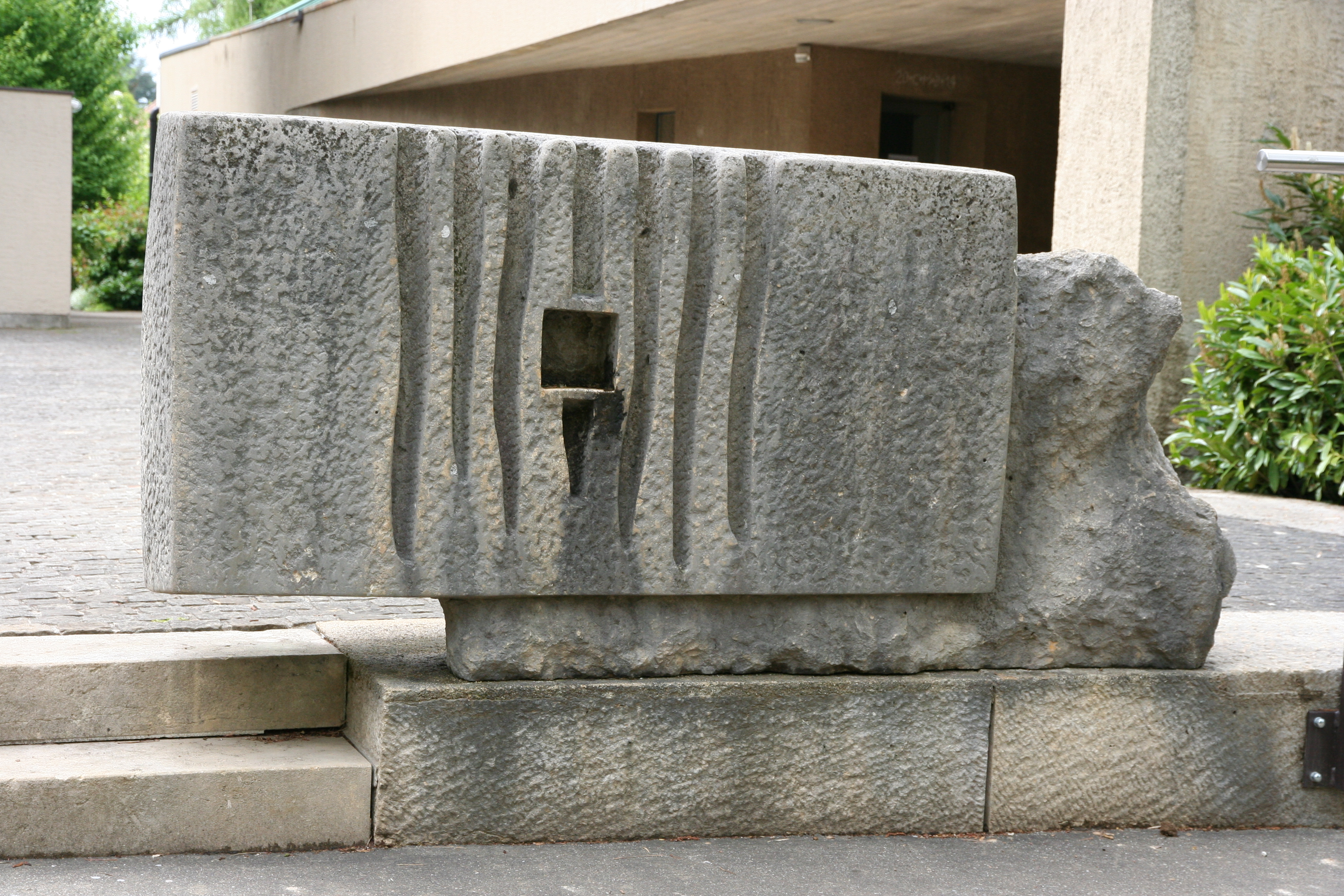
Fliessende Gnade, Ansicht von Osten

### Bronzeportal

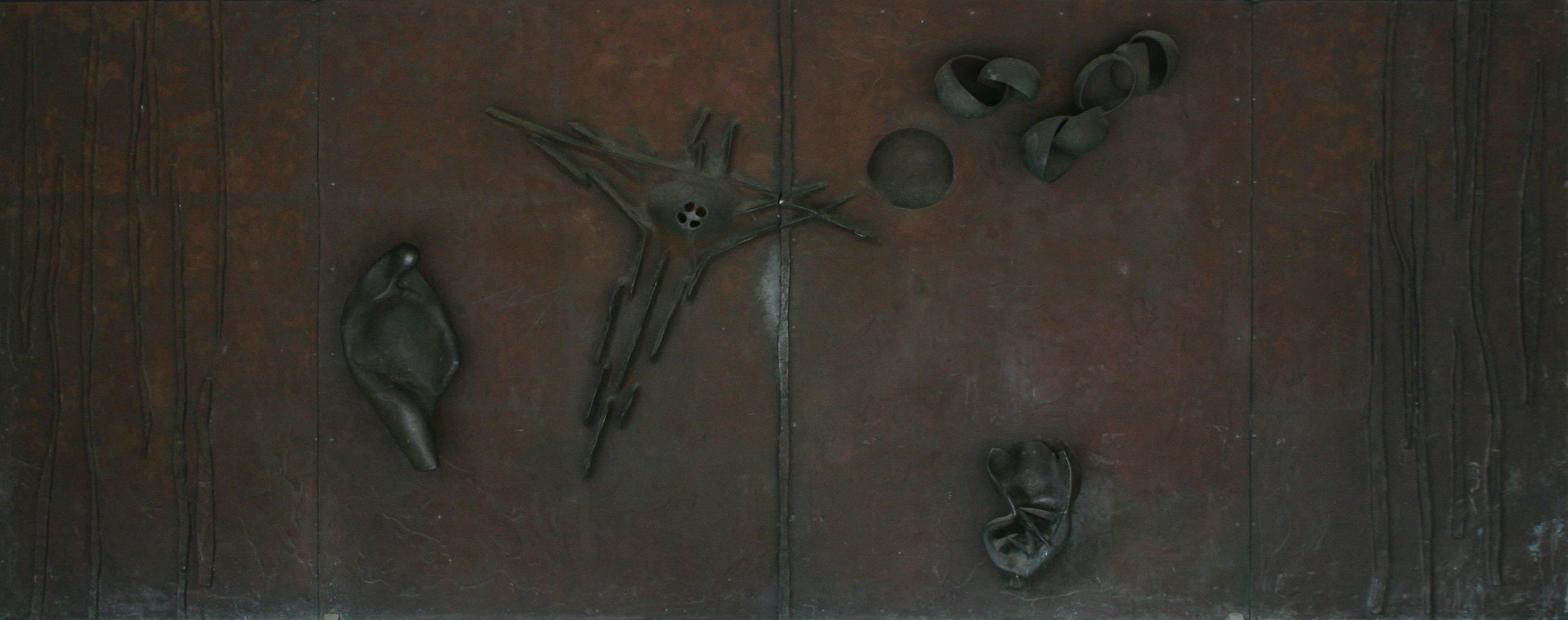
Bronzeportal

Das Bronzeportal der Kirche stammt von Albert Schilling und stellt in der mittleren Partie drei Symbole dar, die auf die Spiritualität des Kirchenpatrons Niklaus von Flüe verweisen: Dreifaltigkeit, Kreuz und Madonna. Im Mittelpunkt des Portals ist als erstes eine grosse Schale sichtbar, die nach innen gekehrt ist. Dieses Symbol sagt zum Kirchenbesucher, der das Gotteshaus betritt: „Ein unaussprechbares Geheimnis ist Gott, dem wir entgegentreten. Dieser geheimnisvolle Gott aber hat sich offenbart, was hier dargestellt wird in drei Symbolen.“ Das erste Symbol ist der brennende Dornbusch (Ex 3), in dem sich Gott erstmals offenbart hat und seinen Namen JHWH genannt hat: Ich bin da. Das zweite Symbol sind die sieben Schalen, die auf die sieben Gaben des Heiligen Geistes verweisen (Jes 11,1): Weisheit und Verstand, Rat und Stärke, Wissenschaft und Frömmigkeit und Gottesfurcht. Das dritte Symbol ist die Schale inmitten des Kreuzes, die nach aussen gekehrt ist. Sie bedeutet: „Der unaussprechliche Gott hat sich ausgesprochen und bezeugt in Jesus Christus.“ In der Diagonale dieser Schalen auf der linken Seite des Portals zeigt sich eine weitere Schale: Es ist die Jungfrau und Gottesmutter Maria, welche selbst weit offen, die Fülle der anderen Schalen aufnimmt. An den Flanken des Portals schliesslich wachsen Stämme, Symbol alles Lebendigen.

### Innenraum und Symbolik

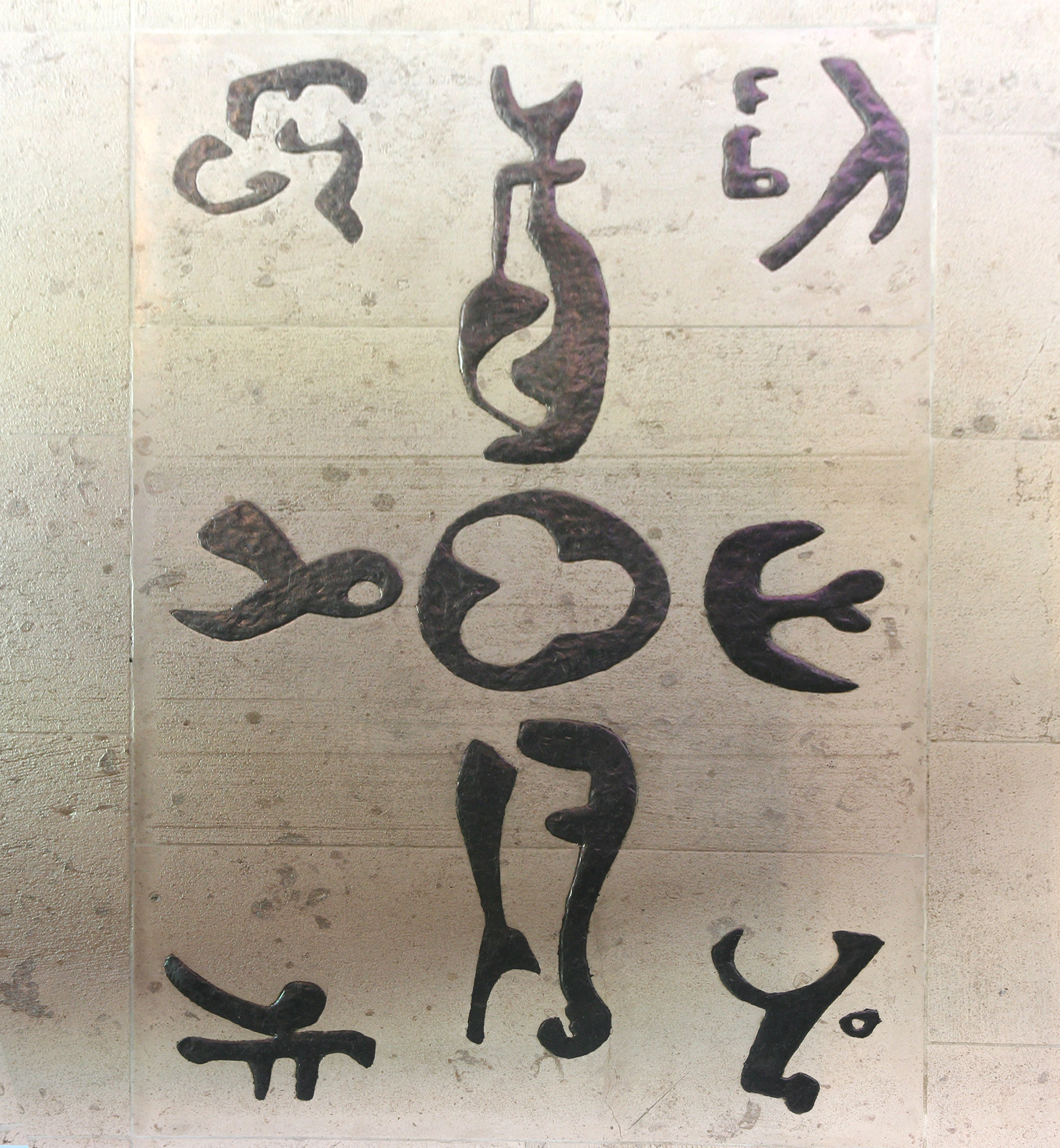
Predigerteppich

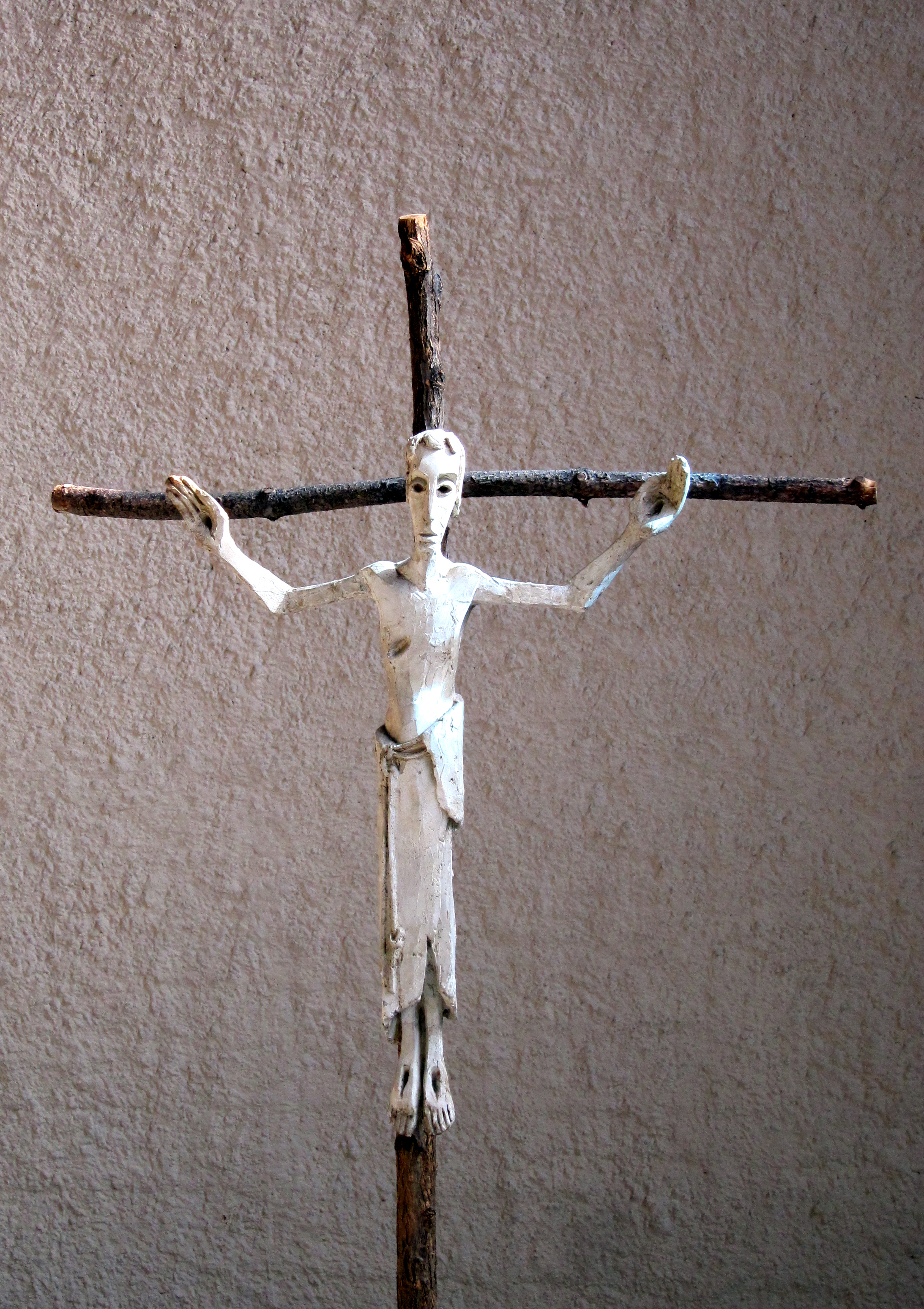
Kreuz von Albert Schilling

Karl Higi gestaltete diese Kirche kurz vor dem Zweiten Vatikanum, also noch vor der Liturgiereform. Dennoch besitzt die Kirche dank ihres herzförmigen Grundrisses Elemente, die in den späteren Kirchbauten Karl Higis den Forderungen der Liturgiekonstitution Folge leisteten: Die Gemeinde versammelt sich auf halbkreisförmig angeordneten Bänken um die Altarinsel, deren Mitte zwar der Altar bildet, der aber nach der Liturgiereform durch den Ambo als gleichrangigen Tisch des Wortes ergänzt wurde. Als vorvatikanische Kirche ist der Kirchenraum trotz der Vorwegnahme des Communio-Gedankens als Wegkirche konzipiert worden. Der Architekt Karl Higi schreibt dazu: „Über den stillen Vorhof gelangt man über ein schluchtartiges Portal in die Kirche. Vom Portal gleitet der Blick über den Taufstein zum Altar. Vorbereitung, Reinigung und Mahl sind die Erlebnisstufen des Kirchgängers.“ Die Wände des Kirchenraums erhalten durch ihre halbkreisförmige Gestaltung einen bergenden Charakter. Die ansteigende Kuppel mit ihrer Höhe von 12 Metern verweist über die versammelte Gottesdienstgemeinde hinaus in den Himmel, in die göttliche Sphäre. Die 450 Sitzplätze sind ausgerichtet auf den Chorraum, der einen elliptischen Grundriss aufweist, in dem ein rechteckiger Raum durch eine Stufe vom restlichen Kirchenraum abgehoben ist. Die Symbolik, die hinter der Raumgestaltung steckt, umschreibt Architekt Karl Higi wie folgt: „Die Kirche ist dem Schweizerischen Landesvater, dem heiligen Bruder Klaus geweiht. Seine Geistigkeit war geprägt vom Geheimnis der heiligsten Dreifaltigkeit. Deren Symbol sah und zeichnete er sich im Quadrat und dem Rad mit den 2 × 3 Strahlen oder Speichen. … Diese Gedanken, besonders die Dreizahl, finden wir immer wieder in verschiedenen Formen und Bildwerken in unserer Kirche (Glocken, Tor, Wände, Bankfelder, Fenster, Predigerteppich, Grundstein).“

### Künstlerische Ausstattung
Die gesamte Innenausstattung stammt vom Basler Künstler Hans Christen. Naturkalkstein, rohes Schmiedeeisen und Zinn waren die Materialien, mit denen der Ausstattung geschaffen wurde. Der Altar aus weissem Jurakalkstein bildet die Mitte des Altarraums. Er ist als Abendmahlstisch gestaltet. Er steht nicht in der symmetrischen Achse des Raumes, sondern ist um ca. 30 cm nach rechts verschoben im optischen Schwerpunkt des Raumes. Hinter dem Altar befindet sich ein Priestersitz, der von den Bänken für das Ministerium flankiert wird. Links neben dem Altar befindet sich der sogenannte Predigerteppich. Er war beim Bau der Kirche als Ort für den Prediger gedacht. Seine Blei-Intarsien bestehen aus Symbolen der Dreifaltigkeit und der vier Evangelisten. Der Predigerteppich unterstreicht in der heutigen Gestaltung den Zusammenhalt von Altar (Tisch des Mahls) und Ambo (Tisch des Wortes). Eine Besonderheit der Altarraumgestaltung ist der Tabernakel, der in der vorvatikanischen Tradition noch auf dem Altar angebracht wurde, jedoch nicht mittig und nicht so dominant, dass er in der nachvatikanischen Benutzung der Kirche hätte entfernt werden müssen. Der Tabernakel ist in Zinn gekleidet, mit Bergkristallen und Rosenquarzen besetzt. Er besitzt einen Deckel, der den Tabernakel im Gegensatz zur üblichen Gestaltung eines Tabernakels nicht nach vorne, sondern nach oben öffnet. Die Kirche besitzt zwei Kreuze, das eine ist aus Bronze und wurde von Hans Christen geschaffen, das andere besitzt einen Gekreuzigten aus Gips, der an einem aus Birkenhölzern gefertigten Kreuz angebracht ist. Dieses zweite Kruzifix stammt von Albert Schilling. Der Taufbrunnen ist von Hans Christen und besteht aus einem eiförmigen Kalksteinmonolith, der auf schmiedeeisernem Dreifuss ruht. In seiner Formgebung verweist er auf den Weihwasserbrunnen im Windfang des Portals. Das Glasfenster stammt von Ferdinand Gehr und „umweht wie eine transparente Flagge“ die zum Gottesdienst versammelte Gemeinde. Der blaue untere und der rötliche obere Rahmen des Glasfensters fangen die Architektur der Kirche auf. Im Inneren des Fensters stellt Ferdinand Gehr die drei göttlichen Personen und ihre Werke in der Welt dar. Über dem Chorraum schwebt in lichtem Mantel Gott der Schöpfer. Auf seinen Armen trägt er die Welt. Im zweiten Bild erscheint der Heilige Geist aus dem flammenden Feuer als mächtige Taube. Dieses Bild verweist auf Pfingsten. Rechts schreitet Jesus Christus als Lamm Gottes, Mensch geworden, in die Welt hinein (grüne Farbe). In jedem der drei Bilder tragen und giessen goldene Schalen den Segen und die Gnade Gottes in die irdische Welt.

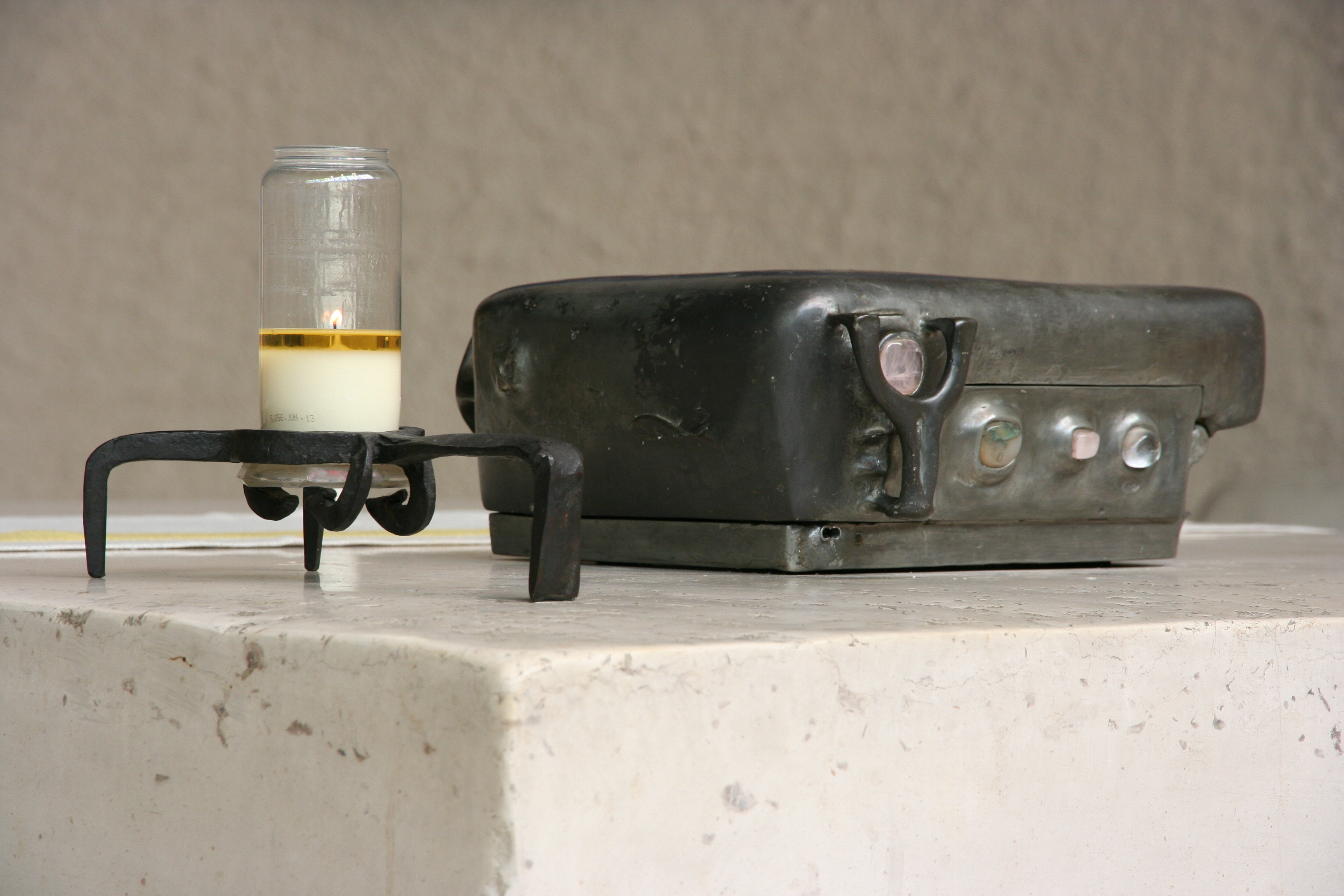
Tabernakel
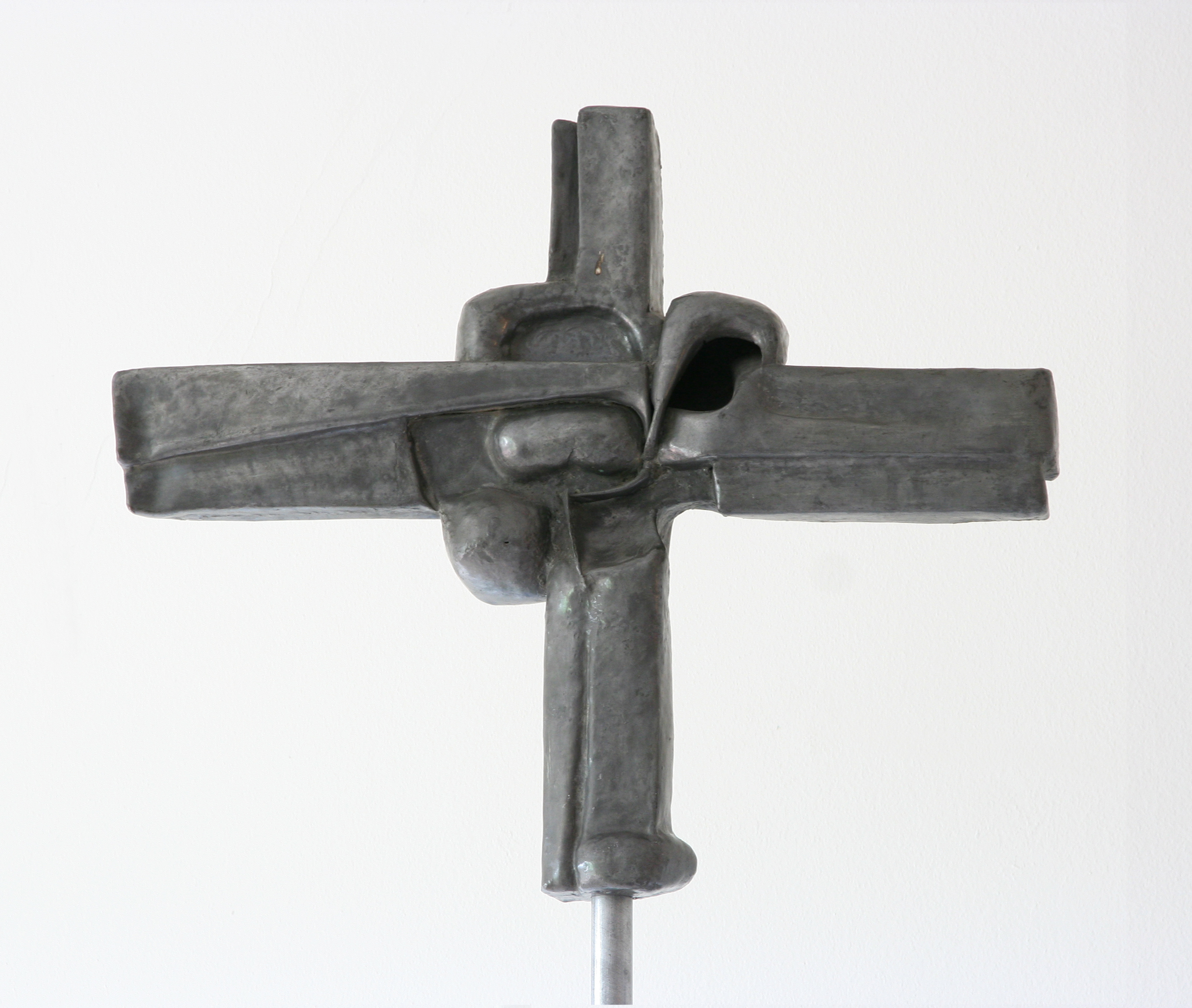
Vortragskreuz
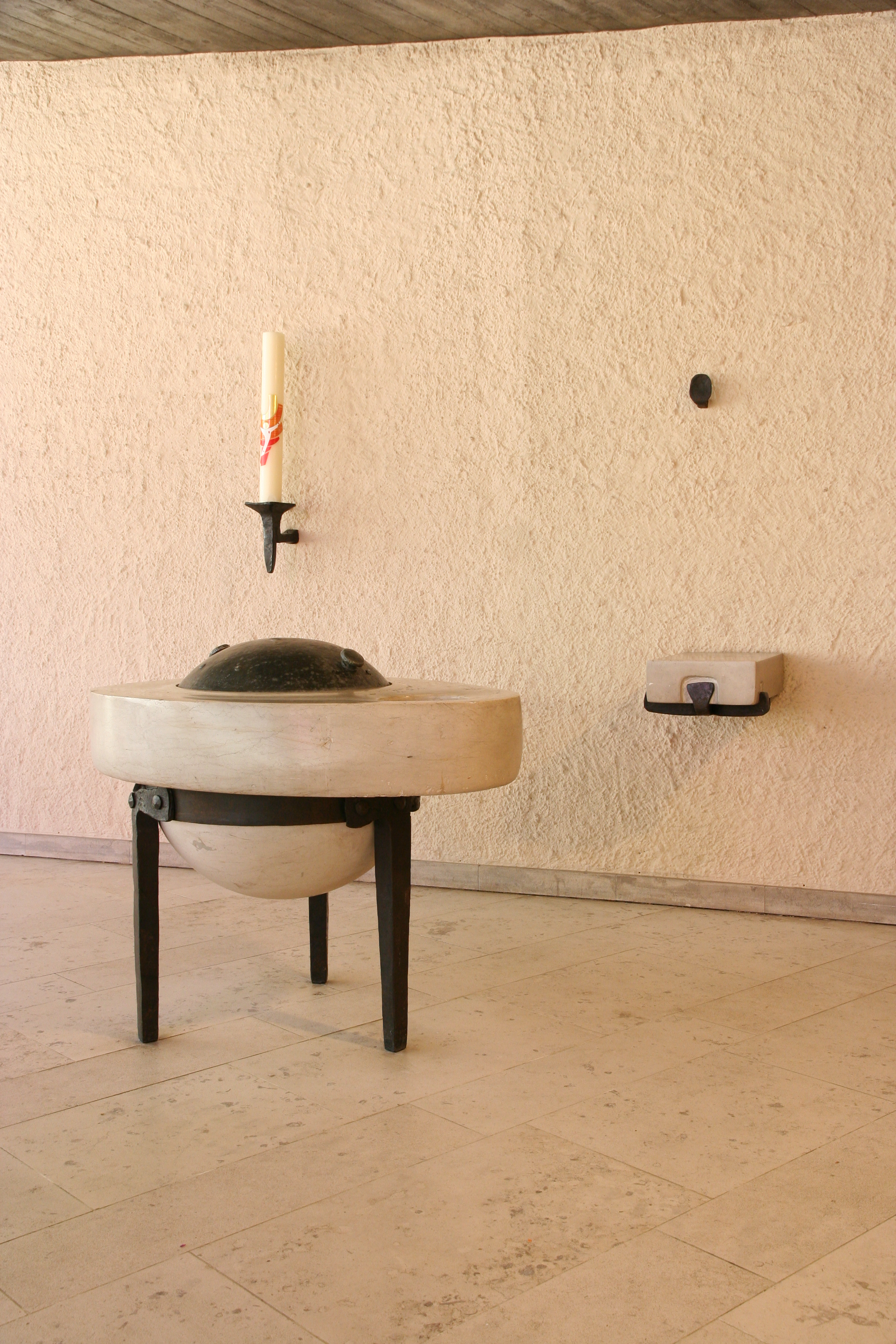
Taufstein

### Orgel
Die Orgel befindet sich auf der linken Seite des Altarraums über einer Nische, die für den Chor gedacht ist. Das Instrument wurde 1970 von Orgelbau Graf, Sursee erstellt und besitzt eine mechanische Spiel- und Registertraktur.
| I Manual C–g3 |                  |
| Principal     | 8′               |
| Rohrflöte     | 8′               |
| Octave        | 4′               |
| Koppelflöte   | 4′               |
| Superoktave   | 2′               |
| Sesquialtera  | 2 ⁄3′ und 1 3⁄5′ |
| Mixtur        | 1 ⁄3′            |

| II Manual (schwellbar) C–g3 |    |
| Gedackt                     | 8′ |
| Principal                   | 4′ |
| Spitzflöte                  | 4′ |
| Waldflöte                   | 2′ |
| Scharf                      | 1′ |
| Schalmey                    | 8′ |

| Pedal C–f1   |     |
| Subbass      | 16′ |
| Spillpfeife  | 8′  |
| Gedacktflöte | 4′  |

- Koppeln: II/I, I/P, I/P

### Dorothea-Kapelle

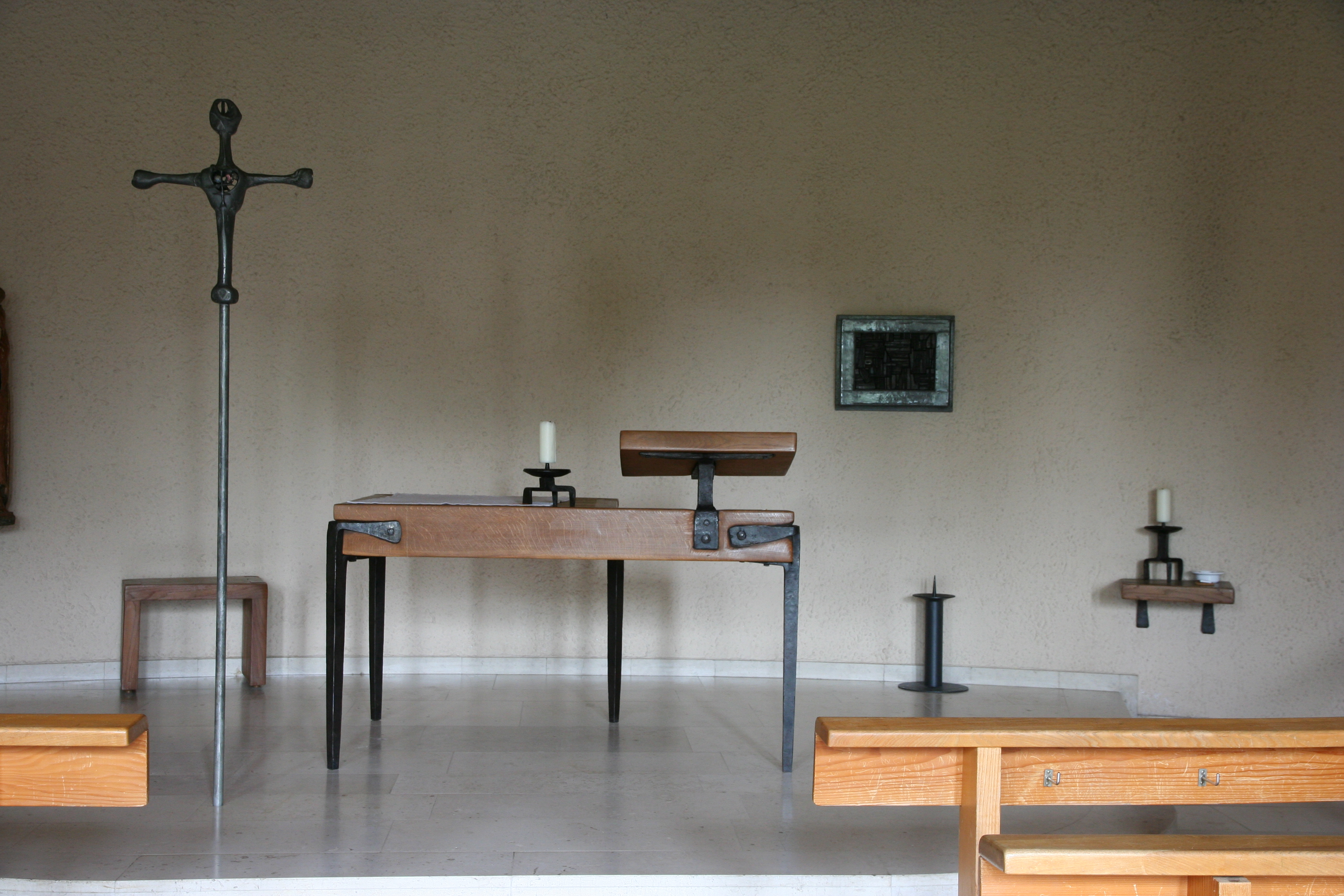
Altarraum der Dorothea-Kapelle

Über eine Treppe von der Kirche her erreichbar ist die eine Etage tiefer gelegene Dorothea-Kapelle, benannt nach der Ehefrau von Bruder Klaus. Der Altarraum wurde von Hans Christen gestaltet und besitzt als Besonderheit einen Altar, der auf lediglich drei Füssen ruht und in den der Ambo in Form eines Rednerpultes eingelassen ist. Die Kapelle besitzt sieben Fenster, welche auf die sieben Tugenden und auf die sieben Sakramente verweisen. Das Vortragekreuz in der Kapelle ist das ursprüngliche Kreuz der Oberkirche. Es besteht aus Zinn wie der Tabernakel der Oberkirche und stellt das Herz Jesu dar. Dornenzweige verweisen auf das Martyrium Christi, die Arme und Hände sind weit geöffnet. Die Kristalle symbolisieren die Fülle des Heiles, Born des Lebens und der Heiligkeit. Abgeschlossen wird das Vortragskreuz von einer Krone, die auf die Gottesherrschaft deutet.